# Racah-Parameter
Der israelisch-italienische Mathematiker und Physiker Giulio Racah beobachtete, dass die bei Mehrelektronensystemen auftretende elektrostatische Abstoßung in ihrer Gesamtheit durch nur drei Linearkombinationen Slater’scher Elektronenwechselwirkungsintegrale Fk (Coulombintegral, Austauschintegral, Abstossungsintegral) beschrieben werden kann. Die Abkürzungen A, B und C für diese Linearkombinationen werden Racah-Parameter genannt.

## Definition
A = F0 − 49F4
B = F2 − 5F4
C = 35F4

## Anwendung
In der Komplexchemie werden diese häufig verwendet, um die elektrostatische Abstoßung einer Elektronenkonfiguration zu beschreiben. 
Es gelten folgende Energiewerte:
| Term | Parametrisierte Energiewerte |
| ---- | ---------------------------- |
| 1S   | A + 14B + 7C                 |
| 1D   | A - 3B + 2C                  |
| 1G   | A + 4B + 2C                  |
| 3P   | A + 7B                       |
| 3F   | A - 8B                       |

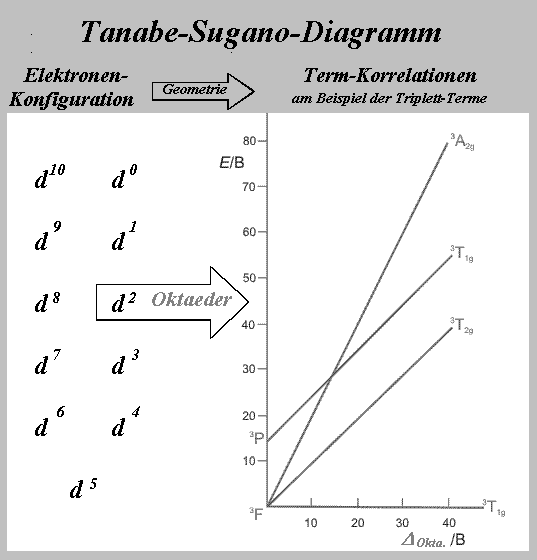
Tanabe-Sugano-Diagramm für die d^{2}-Konfiguration im oktaedrischen Feld

Daraus erfolgt ein Energieunterschied zwischen P und F Termen von (A + 7B) - (A - 8B) = 15B.